# Lachesis (zwierzęta)
Lachesis – rodzaj jadowitych węży z podrodziny grzechotników (Crotalinae) w rodzinie żmijowatych (Viperidae).

## Zasięg występowania
Rodzaj obejmuje gatunki występujące w Ameryce Centralnej (Nikaragua, Kostaryka i Panama) i Południowej (Kolumbia, Trynidad, Wenezuela, Gujana, Surinam, Gujana Francuska, Brazylia, Ekwador, Peru i Boliwia).

## Systematyka

### Etymologia
- Lachesis: w mitologii greckiej Lachesis (gr. Λαχεσις Lachesis, łac. Lachesis) była jedną z trzech Mojr, boginią przeznaczenia przydzielającą los i strzegącą nici żywota; jej towarzyszki to Kloto i Atropos[8].
- Trigonocephalus: gr. τριγονον trigōnon „trójkąt”, od τρεις treis, τριων triōn „trzy”[9]; κεφαλος -kephalos „-głowy”, od κεφαλη  kephalē „głowa”[10]. Gatunek typowy: Scytale ammodytes Latreille w Sonnini & Latreille, 1801 (= Crotalus mutus Linnaeus, 1766).
- Trigalus: etymologia nieznana, Rafinesque nie wyjaśnił pochodzenia nazwy rodzajowej[4]. Nowa nazwa dla Trigonocephalus Oppel, 1811.
- Cophias: gr. κωφιας kōphias „głuchy wąż”[11]. Gatunek typowy: Coluber crotalinus J.F. Gmelin, 1788 (= Crotalus mutus Linnaeus, 1766).

### Podział systematyczny
Do rodzaju należą następujące gatunki: 
- Lachesis achrocorda (Garcia, 1896)
- Lachesis melanocephala Solórzano & Cerdas, 1986
- Lachesis muta (Linnaeus, 1766) – groźnica niema[12]
- Lachesis rhombeata (Wied, 1824)
- Lachesis stenophrys Cope, 1875